# Erythrocercus livingstonei
Il pigliamosche di Livingstone (Erythrocercus livingstonei Gray, 1870) è un uccello passeriforme della famiglia Erythrocercidae.

## Etimologia
Il nome scientifico della specie, livingstonei, rappresenta un omaggio all'esploratore-missionario scozzese David Livingstone: il nome comune di questi uccelli altro non è che la traduzione di quello scientifico.

## Descrizione

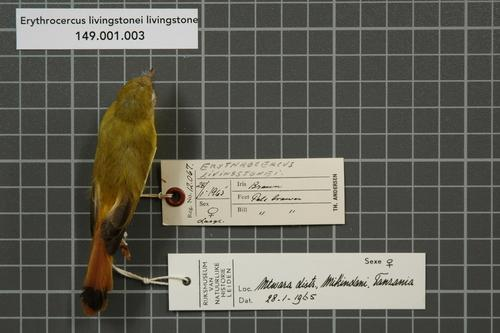
Veduta dorsale di femmina impagliata.

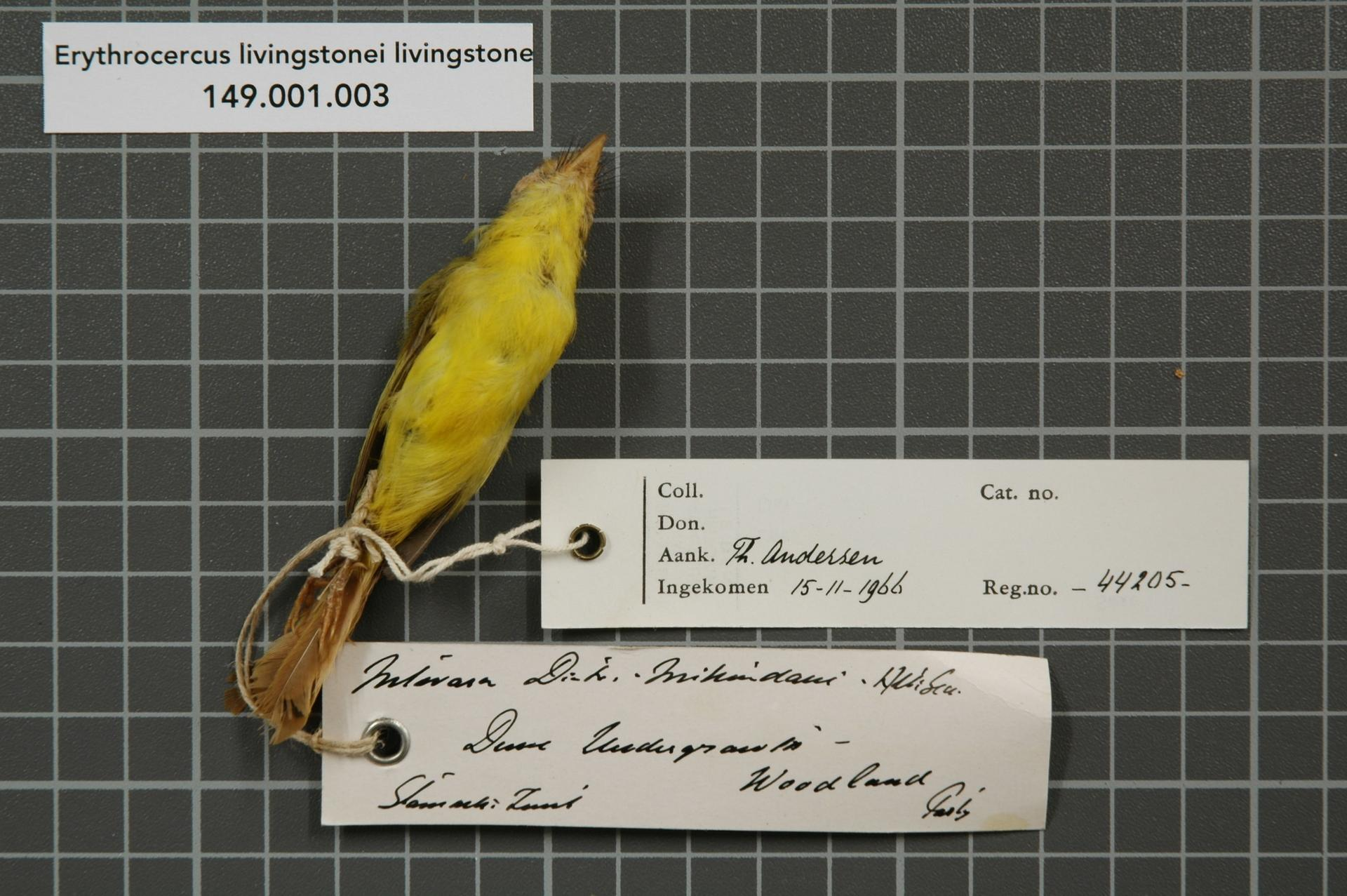
Veduta ventrale di maschio impagliato.

### Dimensioni
Misura 10-12 cm di lunghezza.

### Aspetto
Si tratta di uccelletti dall'aspetto massiccio ma slanciato muniti di grossa testa arrotondata, becco sottile, ali piccole e di forma arrotondata, zampe robuste e piuttosto lunghe e lunga coda rigida e dalla forma leggermente romboidale.
Il piumaggio si presenta di colore giallo oro su spalle, petto e fianchi, sfumando nel giallo limone sul ventre e quasi nel biancastro sul sottocoda: il dorso è di colore verde oliva-giallastro, con tendenza ad assumere sfumature di colore bruno-nerastro sulle remiganti. La testa è di colore grigio cenere con sfumature gialline, pià chiaro e tendente al biancastro nell'area golare e facciale, mentre la coda è di colore bruno-rossiccio, anche in questo caso con le penne che possono presentare tendenza a scurirsi sulla punta.
Becco e zampe sono di color carnicino, le seconde con sfumature aranciate: gli occhi sono invece di colore bruno scuro.

## Biologia
Si tratta di uccelli dalle abitudini di vita essenzialmente diurne, che passano la maggior parte della giornata alla ricerca di cibo, muovendosi di preferenza fra i rami di alberi e cespugli, solitamente in coppie, ma anche in piccoli gruppi familiari, non di rado aggregandosi al di fuori cella stagione riproduttiva a stormi misti con altre specie dalle abitudini di vita simili.
I richiami del pigliamosche di Livingstone sono costituiti da note trillanti acute e veloci.

### Alimentazione
Sebbene si conosca poco circa la dieta di questi animali, essa è molto verosimilmente in massima parte insettivora.

### Riproduzione
La stagione riproduttiva va da dicembre a marzo, cominciando più in ritardo nel sud-est dell'areale rispetto a quanto riscontrabile nel nord-ovest: si tratta di uccelli monogami, nei quali le femmine costruiscono il nido (una struttura pendula e globosa fatta di fibre vegetali intrecciate) e si occupano di covare le uova, mentre i maschi le proteggono da eventuali intrusi e le nutrono durante queste operazioni, collaborando con loro nell'allevamento della prole.

## Distribuzione e habitat

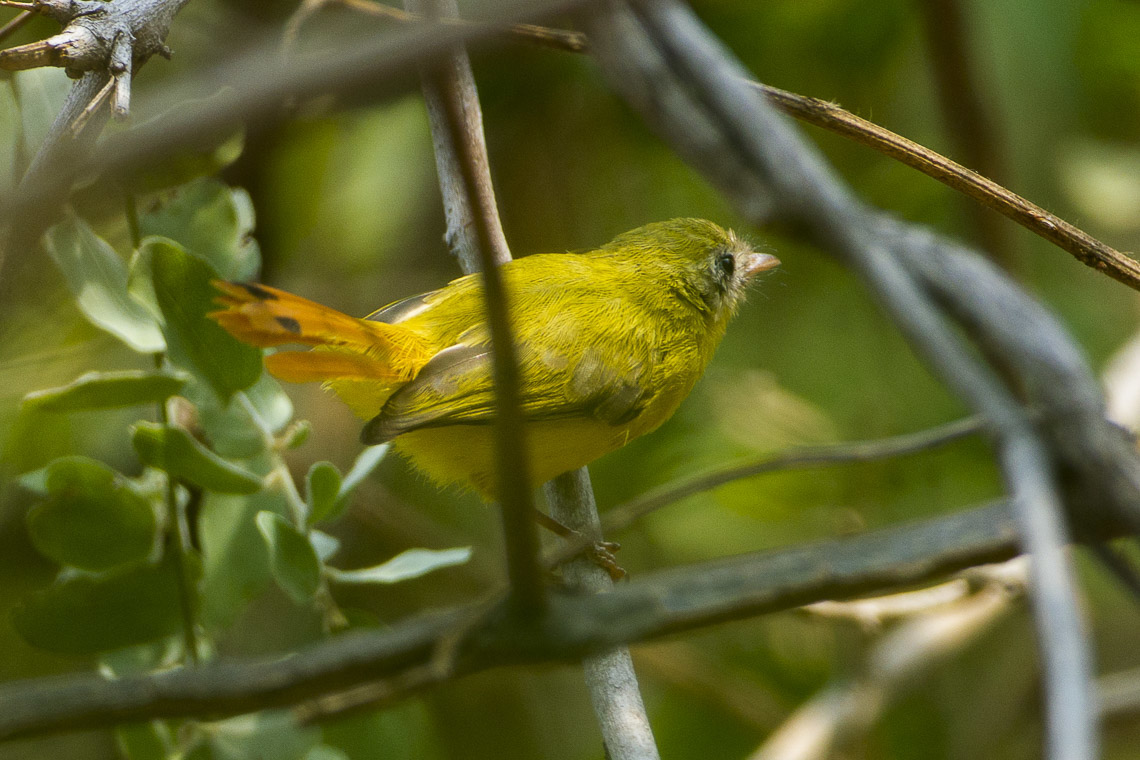
Esemplare in Malawi.

Il pigliamosche di Livingstone popola l'Africa sud-orientale, occupando un areale che va dall'area di confine fra Zambia, Botswana e Zimbabwe lungo il corso dello Zambesi fino al Mozambico (dove l'areale si spinge a sud lungo la fascia costiera fin quasi alla baia di Maputo) e alle sponde meridionali del Lago Malawi, spingendosi a nord fino alle propaggini meridionali di Dar Es Salaam, in Tanzania, dove lascia spazio all'affine pigliamosche giallo.
La specie è residente, sebbene sembri mostrare una certa mobilità nell'ambito del proprio areale, legata sia ai movimenti di dispersione dei giovani divenuti indipendenti che ad altri fattori ancora non del tutto chiariti.
L'habitat di questi uccelli è rappresentato dalla foresta ripariale e dalla foresta a galleria, nonché dalle aree paludose e dai mangrovieti nell'ambito di savana alberata e miombo.

## Tassonomia
Se ne riconoscono tre sottospecie:
- Erythrocercus livingstonei thomsoni Shelley, 1882 - diffusa nella porzione settentrionale dell'areale occupato dalla specie (a sud fino al Ruvuma);
- Erythrocercus livingstonei livingstonei Gray, 1870 - la sottospecie nominale, diffusa nella porzione nord-occidentale dell'areale occupato dalla specie, fino al nord-ovest del Mozambico
- Erythrocercuslivingstonei francisi Sclater; 1898 - diffusa nella porzione meridionale dell'areale occupato dalla specie (a sud del Malawi);